# Simeon Valdez
Simeon M. Valdez (Batac, 18 februari 1915 - 8 juni 2010) was een Filipijns topman en politicus afkomstig uit de provincie Ilocos Norte. Valdez was president van diverse Filipijnse bedrijven en organisaties. Ook werd hij namens het tweede kiesdistrict van Ilocos Norte diverse termijnen gekozen in het Filipijns Huis van Afgevaardigden. Voormalig Filipijns president Ferdinand Marcos was een achterneef van Valdez.

## Biografie
Simeon Valdez werd geboren op 18 februari 1915 in Batac in de Filipijnse provincie Ilocos Norte. Zijn ouders waren Hilario Valdez en Crispina Marcos. Zijn moeder was een zus van de grootvader van Filipijns president Ferdinand Marcos. Valdez studeerde aan de University of the Philippines en behaalde daar in 1936 een Bachelor-diploma Bedrijfskunde. In 1951 voltooide hij tevens een Bachelor-opleiding rechten aan de Philippine Law School in Manilla. Valdez volgde ook diverse militaire opleidingen. Zo volgde hij een ROTC-opleiding voor gevorderden aan de University of the Philippines van 1934 tot 1936 en volgde hij opleiding door het Amerikaanse leger in de Filipijnen en in Virginia in de VS. 
Tijdens de Tweede Wereldoorlog en in de jaren erna diende Valdez in het Amerikaanse en Filipijnse leger. Van 1941 tot 1941 was Valdez assistent-stafchef G-4, 11e divisie in USAFFE. Van 1945 tot 1946 zat hij bij G-4 van de 2e infanterie divisie en van 1945 tot 1953 was Valdez bataljon commandant van het 1e bataljon van de 15e infanterie divisie. van 1958 tot 1959 was hij vicenational commandant van USAFIP (United States Army Forces in the Philippines). Ook vervulde hij in die jaren voor en na de Tweede Wereldoorlog diverse functies in het Filipijnse leger. Zo was hij van 1947 tot 1953 deputy quartermaster general en van 1953 tot 1956 comptroller general.
In 1961 werd namens het tweede kiesdistrict van Ilocos Norte gekozen in het Filipijns Huis van Afgevaardigden. In 1965 en 1969 werd hij herkozen, waardoor hij van 1961 tot 1972, het jaar waarin zijn achterneef de staat van beleg invoerde en het Huis opgeheven werd, in totaal 11 jaar achter elkaar afgevaardigde was. Hij was een van de meest actieve afgevaardigden in het Huis. Gedurende het vijfde congres werd Valdez gekozen als een van de 15 "Outstanding Congressmen". Vele jaren later was Valdez, van 1992 tot 1995, nog een termijn afgevaardigde voor het 2e kiesdistrict van Ilocos Norte als opvolger van Ferdinand Marcos jr.. In 1995 werd hij op zijn beurt weer gevolgd door Imelda Marcos.
Valdez was topman van diverse Filipijnse bedrijven organisaties. Hij was onder meer voorzitter van de Southern Star Mining Corporation, Trident Stevdoring Corporation, United Dockhandlers Inc., Autoworld Sales Corporation, Zamboanga Wood Products Inc. en president van de Olympia Financing Corporation, Veterans Tours & Travel Corporation, de Confederation of Philipine Exporters en directeur van CCC Insurance Corporation, CDCP Mining Corporation, Rizal Commercial & Banking Corporation, Super Industrial Corporation, Veterans Electronics Communications Corporation en Staniel Manufacturing Corporation.
Valdez overleed in 2010 op 95-jarige leeftijd. Hij was getrouwd met Lydia David Dumlao en kreeg met haar zeven kinderen.